# Dobrý voják Švejk (film, 1956)
Dobrý voják Švejk je československá protiválečná filmová komedie, kterou roku 1956 natočil režisér Karel Steklý. Byla natočená podle slavného románu Osudy dobrého vojáka Švejka spisovatele Jaroslava Haška a byla nominovaná roku 1957 na Křišťálový glóbus. Film pokračuje snímkem Poslušně hlásím z roku 1957.

## Hrají
| Rudolf Hrušínský     | Josef Švejk                           |
| František Filipovský | tajný detektiv Bohoušek Bretschneider |
| Svatopluk Beneš      | nadporučík Jindřich Lukáš             |
| Josef Hlinomaz       | hostinský Palivec                     |
| Božena Havlíčková    | Kati Wendlerová                       |
| Eva Svobodová        | paní Müllerová                        |
| Miloš Kopecký        | feldkurát Otto Katz                   |
| Felix Le Breux       | policejní rada                        |
| Libuše Bokrová       | baronka von Botzenheim                |
| Bedřich Karen        | profesor Heuer                        |
| Jiřina Steimarová    | prostitutka Anděla                    |
| Vladimír Leraus      | plukovník Kraus von Zillergut         |
| Jiří Lír             | auditor nadporučík Bernis             |
| Olga Karásková       | žena hostinského Palivce              |